# Tromatobia ornata
Espèce
Tromatobia ornata est une espèce d'insectes hyménoptères parasites appartenant à la famille des Ichneumonidae.

## Description
Il est cité en 1880 par Brischke comme parasite des œufs d'un lépidoptère Malacosoma neustria, puis par Max Vachon en 1952, il est signalé dans des cocons d’Araneus umbraticus dont il a détruit la presque totalité. Aubert en 1969 indique que "la larve vit comme les autres Tromatobia dans les cocons d'araignée, peut-être aussi en ectoparasite larvaire de lépidoptères". Il est finalement reconnu à partir de 1985 par Christine Rollard, à partir de ses observations en Bretagne et en Vendée comme capable de pondre des œufs dans les cocons des araignées Argiope bruennichi.